# Sẻ bụi ăn kiến
Sẻ bụi ăn kiến, tên khoa học Myrmecocichla aethiops, là một loài chim trong họ Muscicapidae.